# Польхейм, Мартин II фон
Мартин II фон Польхейм (нем. Martin II von Polheim); ум. 2 июня 1498, Штайр), герр цу Люцельберг — австрийский государственный деятель.

## Биография
Происходил из верхнеавстрийского рода фон Польхейм. Сын Рейнпрехта III фон Польхейма, гауптмана Австрии выше Энса, и Элизабет фон Штаремберг.
Советник и камергер императора Фридриха III. Пользовался значительным доверием монарха, который поручил Польхейму воспитание своего наследника Максимилиана.
В качестве советника и камергера вместе с воспитанником в 1477 году прибыл в Нидерланды, и был одним из немногих свидетелей бракосочетания Максимилиана и Марии Бургундской.
В 1479 году командовал немецкими войсками в битве при Гинегате, был взят в плен французами, но вскоре отпущен.
4 мая 1481 на капитуле в Хертогенбосе принят в рыцари ордена Золотого руна. Был вторым австрийцем (после Бертрама фон Лихтенштейна), ставшим членом ордена.
В том же году привлек на бургундско-габсбургскую службу своего кузена Вольфганга фон Польхейма.
В 1487 году вошел в состав недавно учрежденного финансового совета, состоявшего из шести членов (кроме него Филипп Клевский, Филипп Бургундский-Беверен, Ян III ван Берген, Жан III и Бодуэн II де Ланнуа), и был там единственным иностранцем.
1 февраля 1488 вместе с Максимилианом, Вольфгангом, Жаном III де Ланнуа, сеньором де Менговалем, и другими сеньорами был арестован восставшими жителями Брюгге при попытке покинуть город. Был перевезен в Гент, затем, по некоторым сведениям, во Францию, и отпущен на свободу только после подписания франко-габсбургского мира и приезда во Фландрию императора Фридриха III в 1490 году.
Покинул Нидерланды после перехода власти к Филиппу Красивому. Максимилиан Габсбург, женившийся в 1493 году на Бьянке Марии Сфорца, поручил Мартину ведение дел своей новой жены и должность финансового советника графства Тироль в Дворцовой палате Инсбрука. В 1494 Мартин фон Польхейм стал бургграфом, или гауптманом замка (Schloßhauptmann) Штайр.
В 1495 году Максимилиан, на основании условий договора в Монлис-ле-Туре от 30 октября 1489, приказал гентцам возместить ущерб, понесенный Польхеймами за время пленения.
«Мартин представляется как образец нерушимо верного служителя, к тому же на обоих берегах Рейна».

## Семья
? 1-я жена (1489): Мария ван Борселен, дочь Вольферта VI ван Борселена, сеньора де Ла-Вер и Флиссинген, и Шарлотты де Бурбон-Монпансье. Среди историков нет единого мнения относительно реальности этого брака
2-я жена: Регина фон Лихтенштейн, дочь Кристофа фон Лихтенштейна и Маргариты фон Шандерсберг
Дети:
- Сигизмунд Людвиг фон Польхейм (1494, Инсбрук — 14.06.1544, Вильдбад Гаштейн), герр цу Польхейм и Штейнхаус. Жена (1521): Анна фон Экарцау (ум. 1535), дочь Вильгельма фон Экарцау и Розы фон Польхейм
- Мария Саломе фон Польхейм (1496—1534). Муж: Ахаз фон Лозенштейн